# Erik Ågren
Pour les articles homonymes, voir Ågren.
Erik Ågren est un boxeur suédois né le 3 janvier 1916 à Strängnäs et mort le 3 juillet 1985 à Hägersten.

## Biographie
Il remporte la médaille de bronze olympique des poids légers aux Jeux de Berlin en 1936 en étant battu en demi-finale par l'estonien Nikolai Stepulov. Sa carrière de boxeur amateur est également marquée par une autre médaille d'argent remportée en poids welters lors des championnats d'Europe de Dublin en 1939.